# マイライラ岬
マイライラ岬（Mairaira Point）は、フィリピンのルソン島にあるイロコス・ノルテ州の岬で、この島の最北端である。北に南シナ海が広がり、北東のバブヤン海峡を挟んでカガヤン州のバブヤン諸島、さらに北にはバリンタン海峡を挟みバタン諸島（バタネス州）がある。